# 伊莎貝爾點 (印第安納州)
伊莎貝爾點（英語：Point Isabel）是位於美國印地安納州格蘭特縣的一個人口普查指定地區。

## 人口
根據2010年美國人口普查的數據，伊莎貝爾點的面積為8.80平方千米，當中陸地面積為8 80平方千米，而水域面積為0.00平方千米。當地共有人口91人，而人口密度為每平方千米10.34人。